# Nunataki Sedlovinnye
Die Nunataki Sedlovinnye (englische Transkription von russisch Нунатаки Седловинные Nunataki Sedlowinnyje, deutsch ‚Sattel-Nunatakker, wörtlich: Scharte‘) sind eine Gruppe von Nunatakkern im ostantarktischen Mac-Robertson-Land. In der Aramis Range der Prince Charles Mountains ragen sie unmittelbar westlich des Battye-Gletschers auf. 
Russische Wissenschaftler benannten sie deskriptiv.